# Викаллой
Викаллой (англ. Vicalloy) — семейство высококоэрцитивных сплавов, применяющихся для постоянных магнитов и датчиков магнитного поля. В состав входит кобальт (52—54 %), ванадий (8—14 %) и железо. Относится к прецизионным сплавам.

## Состав и марки
Викаллой I содержит около 10 % ванадия, лучшие свойства имеет после закалки с температуры свыше 800 °C и последующего отпуска при 600 °C. Коэрцитивная сила Hc до 300 э, остаточная индукция Br до 9000 гс, максимальная магнитная энергия (BH)max до 1,0×106 гс·э. 
Викаллой II содержит 12—14 % ванадия и после закалки подвергается холодной деформации — прокатке или волочению — с большой степенью деформации, а затем отпуску при температуре около 600 °C. Достигаемые магнитные свойства зависят от вида материала, и растут с уменьшением сечения; свойства листов ниже, чем проволок. 
Свойства в виде проволоки: Hc = 300—400 э, Br = 10000 гс,  (BH)max = 2—3×106 гс·э.
Свойства в виде очень тонкой проволоки: Hc = 510 э, Br = 10000 гс,  (BH)max = 3,5×106 гс·э.
Российские аналоги сплавов семейства - 52К10Ф, 52К11Ф, 52К12Ф и 52К13Ф; помимо основных элементов нормируется содержание примесей, в частности, углерода и марганца. 
До отпуска викаллой поддается обработке резанием и штамповке, после отпуска имеет высокую прочность и твердость. Магнитные свойства могут быть дополнительно повышены термомеханической обработкой.

## Эффект Виганда
Из-за пластической деформации при прокатке или волочении коэрцитивная сила внешнего слоя проволоки из сплавов викаллой значительно выше, чем у сердцевины, и на проволоке будет наблюдаться большой магнитный гистерезис: если к проволоке поднести магнит, внешняя оболочка с высокой коэрцитивной силой удерживает направление магнитно-мягкого внутреннего сердечника. Но если магнитное поле превысит заданный порог, вся проволока, как наружная оболочка, так и сердцевина, быстро меняют направление намагничивания. Это явление носит название эффект Виганда (открыт Джоном Вигандом в 1972 году), происходит за несколько микросекунд и влечет за собой скачкообразное кратковременное появление электрического тока. Эта особенность позволяет использовать такие сплавы в электромеханических устройствах и, в первую очередь, в разного рода бесконтактных датчиках, реагирующих на изменение магнитного поля. 

## Применение
Сплав используется для изготовления постоянных компактных магнитов. Сплавы марок 52К10Ф и 52К11Ф нашли применение для активной части гистерезисных двигателей.
Чувствительные элементы с использованием эффекта Виганда применяются в расходомерах, датчиках скорости, угла поворота и положения. Кроме того, одно из наиболее распространенных приложений этого элемента – системы считывания идентификационных карт (см. Виганд (интерфейс)). Преимущество таких датчиков – высокая чувствительность, отсутствие потребности в электропитании датчика и рабочий диапазон температур от -70 °C до +200 °C, что обусловило их широкое применение . 